# Myndighed (person)
 For alternative betydninger, se Myndighed. (Se også artikler, som begynder med Myndighed)
En person, der skaber tilslutning til handling eller tolkning i et fællesskab får social status som myndighed. Denne status kan opnås ved, at personen efter bestemte regler vælges til eller ansættes i en ledende stilling. Alternativt kan en person opnå myndighedsstatus ved overbevise sit fællesskab med ord eller handling. 
En person på 18 år er myndig og kan derfor stifte gæld og på anden måde disponere retligt. Umyndige kan dog selv råde over,
hvad de har erhvervet ved eget arbejde, efter at de er fyldt 15 år, eller hvad de har fået til fri rådighed som gave.